# FullGames
FullGames foi uma revista brasileira e posteriormente portal de jogos para PC. A revista era similar à precursora CD Expert, trazendo como brinde um jogo completo de renome internacional por edição, brinde esse que não era tributado conforme as regras então vigentes. Isso permitia que as publicações tivessem custo popular e aumentassem a penetração desse mercado no Brasil. A revista foi publicada do começo da década de 2000 até 2013, contando com mais de 100 edições, e trazia inclusive propriedades de marcas como a Disney, além de renomados desenvolvedores como a Ubisoft, com lançamentos da série Assassin's Creed e das marcas do autor Tom Clancy. Com a migração dos jogos para o meio digital, a FullGames tentou competir nesse novo mercado como plataforma, tendo certo pioneirismo no mercado nacional em explorar essa proposta, mas essa tentativa se encerrou em 2015, devido a problemas na empresa matriz Incomp, apesar do relativo sucesso da plataforma.

## Edições
Abaixo as edições da revista.
| Edição | Jogo completo                                        |
| ------ | ---------------------------------------------------- |
| 1      | Adidas Power Soccer                                  |
| 2      | Rally Championship                                   |
| 3      | Lifeforce Tenka                                      |
| 4      | Evidence: The Last Report                            |
| 5      | Rainbow Six                                          |
| 6      | G-Police                                             |
| 7      | Hard Truck                                           |
| 8      | "Full Graphics"                                      |
| 9      | Rising Lands                                         |
| 10     | Heavy Gear                                           |
| 11     | SiN                                                  |
| 12     | Test Drive Off-Road 3                                |
| 13     | Rally Championship 2000                              |
| 14     | Quake II                                             |
| 15     | Nightmare Creatures                                  |
| 16     | Plane Crazy                                          |
| 17     | Aliens vs. Predator                                  |
| 18     | Ultim@te Race Pro                                    |
| 19     | Croc 2                                               |
| 20     | Duro de Matar - Trilogia 2                           |
| 21     | Dogfighter                                           |
| 22     | Kingpin: Life of Crime                               |
| 23     | Messiah                                              |
| 24     | MDK 2                                                |
| 25     | Midnight GT                                          |
| 26     | Earthworm Jim 3D                                     |
| 27     | Sacrifice                                            |
| 28     | F-16 Aggressor                                       |
| 29     | Star Trek: Orion Pirates                             |
| 30     | Unreal Tournament                                    |
| 31     | Giants: Citizen Kabuto                               |
| 32     | Deadly Dozen                                         |
| 33     | Civilization II                                      |
| 34     | V-Rally 2                                            |
| 35     | Le Mans 24 Hours                                     |
| 36     | Desperados: Wanted Dead or Alive                     |
| 37     | SWAT 3                                               |
| 38     | Deadly Dozen: Pacific Theater                        |
| 39     | Age of Empires Gold                                  |
| 40     | RollerCoaster Tycoon                                 |
| 41     | Supreme Snowboarding                                 |
| 42     | Dracula: The Resurrection                            |
| 43     | Tactical Ops: Assault on Terror                      |
| 44     | Wanted Guns                                          |
| 45     | Platoon                                              |
| 46     | Tron 2.0                                             |
| 47     | MotoGP 2                                             |
| 48     | Tom Clancy's Rainbow Six: Rogue Spear                |
| 49     | Rally Trophy                                         |
| 50     | Grand Prix 4                                         |
| 51     | Dracula 2: The Last Sanctuary                        |
| 52     | Knight Rider 2                                       |
| 53     | Midnight Nowhere                                     |
| 54     | D-Day                                                |
| 55     | Atari: 80 Classic Games                              |
| 56     | Chris Sawyer's Locomotion                            |
| 57     | Empire Earth                                         |
| 58     | Pirates of the Caribbean                             |
| 59     | Big Mutha Truckers 2                                 |
| 60     | FlatOut                                              |
| 61     | RollerCoaster Tycoon 2 (Triple Thrill Pack)          |
| 62     | Worms Armageddon                                     |
| 63     | Xpand Rally                                          |
| 64     | Pharaoh                                              |
| 65     | Lords of the Realm III                               |
| 66     | Terminator 3: War of the Machines                    |
| 67     | Ground Control II                                    |
| 68     | Chrome                                               |
| 69     | TrackMania United                                    |
| 70     | Neverwinter Nights (Platinum Edition)                |
| 71     | Pirates of the Caribbean: The Legend of Jack Sparrow |
| 72     | The Elder Scrolls III: Morrowind                     |
| 73     | Empire Earth II                                      |
| 74     | SWAT 4                                               |
| 75     | Age of Empires (Collector's Edition)                 |
| 76     | Prince of Persia: The Sands of Time                  |
| 77     | Tom Clancy's Splinter Cell                           |
| 78     | RollerCoaster Tycoon 3                               |
| 79     | Xpand Rally Xtreme                                   |
| 80     | Caesar IV                                            |
| 81     | Combat Flight Simulator 3                            |
| 82     | Cold Fear                                            |
| 83     | Tom Clancy's Rainbow Six: Lockdown                   |
| 84     | Far Cry                                              |
| 85     | Empire Earth III                                     |
| 86     | Resident Evil 4                                      |
| 87     | Driver: Parallel Lines                               |
| 88     | F.E.A.R.                                             |
| 89     | Pirates of the Caribbean: At World's End             |
| 90     | TimeShift                                            |
| 91     | Prince of Persia: The Two Thrones                    |
| 92     | Splinter Cell: Double Agent                          |
| 93     | Tom Clancy's Ghost Recon Advanced Warfighter         |
| 94     | Tom Clancy's Rainbow Six: Vegas                      |
| 95     | World in Conflict (Complete Edition)                 |
| 96     | Brothers in Arms: Road to Hill 30                    |
| 97     | Call of Juarez                                       |
| 98     | Tom Clancy's H.A.W.X                                 |
| 99     | Dark Sector                                          |
| 100    | Assassin's Creed                                     |
| 101    | Far Cry 2                                            |
| 102    | S.T.A.L.K.E.R Clear Sky                              |
| 103    | W2C FIA World Rally Championship                     |
| 104    | Prince of Persia Trilogy                             |
| 105    | Heroes of Might and Magic V                          |
| 106    | Assassin's Creed 2                                   |
| 107    | Tom Clancy's Ghost Recon Advanced Warfighter 2       |
| 108    | Darksiders                                           |
| 109    | Metro 2033                                           |
| 110    | Splinter Cell: Conviction                            |
| 111    | Two Worlds II                                        |
| 112    | Assassin's Creed: Brotherhood                        |
| 113    | Saints Row: The Third                                |
| 114    | Tomb Raider: Anniversary                             |